# Sawynci (rejon mirhorodzki)
Sawynci (ukr. Савинці) – wieś na Ukrainie w rejonie mirhorodzkim obwodu połtawskiego, centrum sawynciwskiej silskiej rady (Савинцівська сільська рада).

## Geografia
Miejscowość położona na prawym brzegu rzeki Psioł, 26 km na północny wschód od Mirhorodu (Mirhorodu). Poniżej ok. 1,5 km znajduje się wieś Wielkie Soroczyńce, powyżej w odległości 4 km - Wełyka Obuchiwka, na przeciwnym brzegu wsie Ołefiriwka i Panasiwka. Rzeka w tym miejscu meandruje, tworząc limany, starorzecza i mokradła. W pobliżu biegnie droga regionalna R42 (автошлях Р 42).

## Historia
Istnieje kilka wersji dotyczących pochodzenia nazwy wsi, jedna z nich dotyczy kozaka Sawy, który rzekomo założył wieś.
W czasie powstania Chmielnickiego wieś znajdowała się w granicach Rzeczypospolitej Obojga Narodów.
W 1900 r. miejscowość była centrum wołost sawynckiej w powiecie mirgorodzkim guberni połtawskiej.
Od 1922 r. Sawynci znalazły się w granicach Ukraińskiej SRR.
Wieś szczególnie dotknęło ludobójstwo ludności ukraińskiej dokonane przez rząd ZSRR w latach 1932–1933 i 1946–1947. Odnotowano nazwiska 166 osób zagłodzonych przez komunistów.
W połowie lat pięćdziesiątych XX wieku we wsi kręcono wiejskie sceny kultowego radzieckiego filmu o II wojnie światowej Maksim Perepelica (1955).